# Comuna Perșinari, Dâmbovița
Perșinari este o comună în județul Dâmbovița, Muntenia, România, formată numai din satul de reședință cu același nume.

## Așezare
Comuna se află în partea central-sudică a județului, pe malul stâng al Dâmboviței, și este străbătută de șoseaua județeană DJ721 care leagă satul Costeștii din Vale de Târgoviște.

## Demografie
Componența etnică a comunei Perșinari
     Români (86,62%)
     Romi (3,33%)
     Alte etnii (0%)
     Necunoscută (10,04%)
Componența confesională a comunei Perșinari
     Ortodocși (87,85%)
     Adventiști (1,71%)
     Alte religii (0,28%)
     Necunoscută (10,16%)
Conform recensământului efectuat în 2021, populația comunei Perșinari se ridică la 2.519 locuitori, în scădere față de recensământul anterior din 2011, când fuseseră înregistrați 2.750 de locuitori. Majoritatea locuitorilor sunt români (86,62%), cu o minoritate de romi (3,33%), iar pentru 10,04% nu se cunoaște apartenența etnică. Din punct de vedere confesional, majoritatea locuitorilor sunt ortodocși (87,85%), cu o minoritate de adventiști (1,71%), iar pentru 10,16% nu se cunoaște apartenența confesională.

## Politică și administrație
Comuna Perșinari este administrată de un primar și un consiliu local compus din 11 consilieri. Primarul, Marian Bunea[*], de la Partidul Social Democrat, este în funcție din 2008. Începând cu alegerile locale din 2024, consiliul local are următoarea componență pe partide politice:
|  | Partid                          | Consilieri | Componența Consiliului | Componența Consiliului | Componența Consiliului | Componența Consiliului | Componența Consiliului | Componența Consiliului |
|  | ------------------------------- | ---------- | ---------------------- | ---------------------- | ---------------------- | ---------------------- | ---------------------- | ---------------------- |
|  | Partidul Social Democrat        | 6          |                        |                        |                        |                        |                        |                        |
|  | Partidul Național Liberal       | 2          |                        |                        |                        |                        |                        |                        |
|  | Alianța pentru Unirea Românilor | 2          |                        |                        |                        |                        |                        |                        |
|  | Alianța Dreapta Unită           | 1          |                        |                        |                        |                        |                        |                        |

## Istorie
La sfârșitul secolului al XIX-lea, comuna Perșinari făcea parte din plasa Cobia a județului Dâmbovița și avea în compunere doar satul de reședință, cu 1053 de locuitori. Aici funcționau o școală, o biserică și o moară de apă.
În 1925, Anuarul Socec consemnează comuna Pierșinari în plasa Titu a aceluiași județ, cu 1521 de locuitori în singurul său sat.
În 1950, comuna a fost trecută la raionul Titu din regiunea București, iar în 1968 a revenit la județul Dâmbovița, reînființat, și a fost imediat desființată, satul său fiind inclus în comuna Văcărești.
Comuna Perșinari a fost reînființată în 2004, în vechea sa componență, cu satul Perșinari.